# Strojové učení
Strojové učení je podoblastí umělé inteligence, zabývající se algoritmy a technikami, které umožňují počítačovému systému „učit se“. Učením v daném kontextu rozumíme takovou změnu vnitřního stavu systému, která zefektivní schopnost přizpůsobení se změnám okolního prostředí.
Strojové učení má široké uplatnění. Jeho techniky se využívají pro rozpoznávání obrazů (např. ve formě pixelů) či akustických (např. rozpoznávání řeči) nebo elektrických (např. EKG, EEG) signálů, dále ke klasifikaci, segmentaci či kompresi dat, k předvídání vývoje časových řad (např. burzovních indexů), k analýze psaného textu či k filtrování spamu. V lékařství slouží k diagnostice onemocnění a v řízení pro podporu rozhodování.

## Základní rozdělení algoritmů učení
Algoritmy strojového učení lze podle způsobu učení rozdělit do následujících kategorií:
- Učení s učitelem („supervised learning“) – pro vstupní data je určen správný výstup (třída pro klasifikaci nebo hodnota pro regresi).
- Učení bez učitele („unsupervised learning“) – ke vstupním datům není známý výstup.
- Kombinace učení s učitelem a bez učitele („semi-supervised learning“) – část vstupních dat je se známým výstupem, ale další data, typicky větší, jsou bez něj.
- Zpětnovazebné učení („reinforcement learning“), též učení posilováním.

Podle způsobu zpracování lze algoritmy rozdělit na:
- dávkové: Všechna data se požadují před začátkem výpočtu.
- inkrementální: Dokážou se „přiučit“, tj. upravit model, pokud dostanou nová data, bez přepočítání celého modelu od začátku.

## Základní druhy úloh
- Klasifikace rozděluje data do dvou nebo několika tříd (učení s učitelem)
- Regrese odhaduje číselné hodnoty výstupu podle vstupu (učení s učitelem)
- Shlukování zařazuje objekty do skupin s podobnými vlastnostmi (učení bez učitele)

Další typy úloh jsou:
- Ranking určuje pořadí datových bodů, výsledkem je částečné nebo úplné setřídění
- Učení strukturovaných dat. Výstupní neboli hledaná struktura může být například sekvence, strom, graf, matice, …

Aplikace jsou např. učení syntaktických stromů ve zpracování přirozeného jazyka, zarovnání několika sekvencí proteinů v bioinformatice, převod řeči na textový řetězec, tj. na sekvenci znaků, hledání vhodné molekuly reprezentované jako graf v chemoinformatice, výstup zpracování obrazu jako matice, …

## Podoblasti strojového učení
- Používané modely:
  - Rozhodovací stromy
  - Algoritmus k-nejbližších sousedů
  - Podpůrné vektory, viz Support vector machines
  - Lineární diskriminační analýza (en:Linear discriminant analysis)
  - Kvadratická diskriminační analýza (en:Quadratic discriminant analysis)
  - Neuronové sítě, učení s učitelem, učení bez učitele, hluboké učení
  - Bayesovské sítě

- Techniky pro kombinaci více modelů (en:Meta learning)
  - Boosting
  - Stacking
  - Bootstrap (Bagging)

- Testování přesnosti modelu:
  - Křížová validace
  - Diskriminační analýza
  - Bootstrap (Statistics)

## Terminologie
- Data, body, případy, měření
- Atributy, rysy, proměnné, fíčury/features
- Druhy/typy atributů: kategoriální (např. „A“, „B“, „AB“ nebo „O“ pro krevní skupiny), ordinální (např. „velký“, „střední“ nebo „malý“), strukturované, hierarchické, binární, celočíselné (např. počet výskytů slova v emailu) anebo reálné (např. měření krevního tlaku)

## Software
RapidMiner, KNIME, Weka, ODM, Shogun Toolbox, Orange, Apache Mahout a Scikit-Learn jsou softwarové balíky, které obsahují různé algoritmy strojového učení.
Online: Microsoft Azure Machine Learning (Azure ML), TensorFlow (Google)

## Hardware
Optimální hardwarová implementace provádění výpočtů umožňuje značně urychlit nalezení výsledku. Používají se různé způsoby:
- Tensor Processing Unit (TPU) [1] od Google jsou specializované integrované obvody ve formě čipů implementovaných v zařízení TPU (An application-specific integrated circuit (ASIC)), který optimalizuje výpočetní výkon strojového učení.

- Graphics Processing Unit (GPU) je systém procesorů implementovaných na grafické kartě, původně určený především pro běh počítačových her, kladoucích velké nároky na výpočetní výkon. Na rozdíl od CPU majících k dispozici maximálně 8 nebo 16 výpočetních vláken, GPU jich může využívat až např. 2 048. Pro algoritmizaci učení se pak může užít tzv. CUDA platforma, umožňující programovat v jazycích C++ resp. Fortran, která umožní díky velkému počtu dostupných výpočetních vláken vysoký stupeň paralelizace výpočtu, čímž zvýší výpočetní výkon strojového učení.